# Phytomyza disjunctivena
Phytomyza disjunctivena är en tvåvingeart som beskrevs av Gu, X 1991. Phytomyza disjunctivena ingår i släktet Phytomyza och familjen minerarflugor. Inga underarter finns listade i Catalogue of Life.